# Medetera subchevi
Medetera subchevi är en tvåvingeart som beskrevs av Grichanov 1997. Medetera subchevi ingår i släktet Medetera och familjen styltflugor. Inga underarter finns listade i Catalogue of Life.